# Abramis brama
La brema, plática o besugo (Abramis brama) es un pez de agua dulce que habita en los ríos y lagos del centro y norte de Europa,  Rusia e Irlanda y Reino Unido. En el presente es considerada la única especie válida del género Abramis.
El cuerpo está comprimido lateralmente; en el dorso presenta una giba algo marcada en su parte anterior. Normalmente mide entre 40 y 60 cm de longitud con pesos de 2-3 kg. La longitud máxima es de 90 cm. En Alemania se capturó en 2000 un ejemplar de 85 cm y 7 kg de peso. Los ejemplares de más de 70 cm son raros, y sólo se dan en lugares específicos con una población baja. Es una especie muy común en aguas estancadas o de curso lento, con fondos arcillosos o fangosos, aunque también está presente en estuarios (mar Báltico) y aguas salobres (mar Caspio y Aral). Se alimentan de bivalvos, larvas de mosquitos y gusanos. La época de desove ocurre entre mayo y junio, en aguas ricas en vegetación; los machos presentan durante este periodo tubérculos blancos o amarillos sobre la cabeza y la parte anterior del cuerpo. Su carne es consumida como alimento.
En muchos países del norte de Europa es uno de los peces más apreciados por los pescadores deportivos, debido a su abundancia y a que en proporción a su tamaño no es muy luchador ni difícil de extraer vivo, lo cual lo convierte en objetivo ideal en competiciones deportivas.

## Descripción
El besugo suele medir de 30 a 55 cm de largo, aunque se han registrado algunos ejemplares de 75 cm; por lo general, pesa de 2 a 4 kg. Su longitud máxima es de 90 cm, el peso registrado es de alrededor de 9,1 kg.
El besugo tiene un cuerpo aplanado lateralmente y de espalda alta y una boca ligeramente inferior. Es de un color gris plateado, aunque los peces más viejos pueden ser de color bronce, especialmente en aguas claras. Las aletas son de color grisáceo a negro, pero nunca rojizas.

### Otros peces de aspecto similar

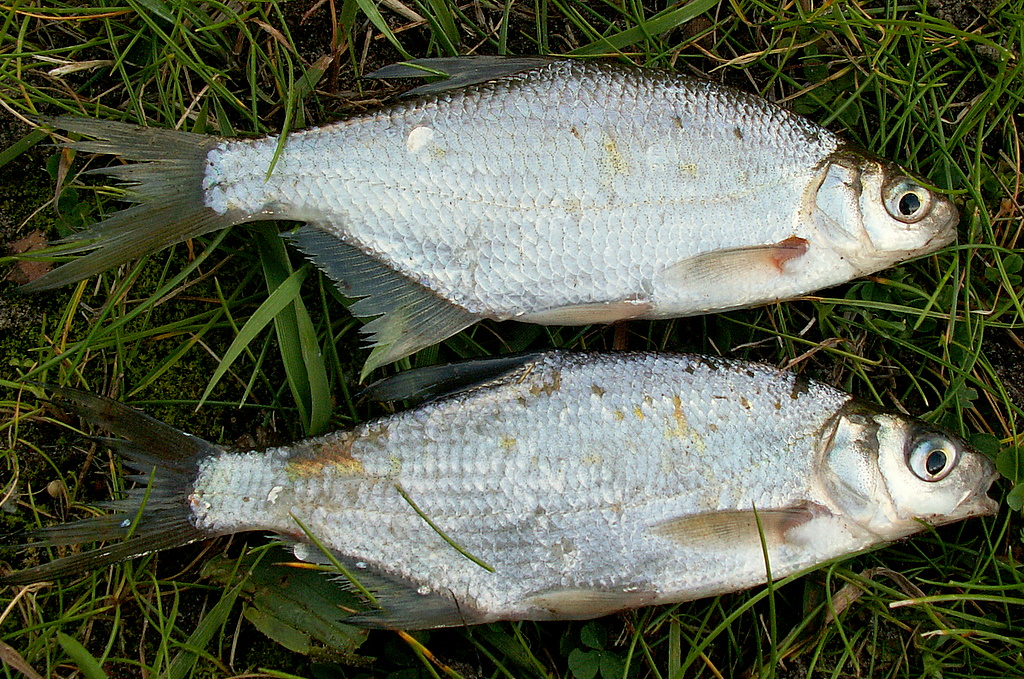
Besugo plateado arriba, besugo común abajo.

El besugo común se puede confundir fácilmente con el besugo plateado o blanco (Blicca bjoerkna), en particular en las etapas más jóvenes (ver imagen). El método más confiable para distinguir estas especies es contando las escamas en línea recta hacia abajo desde el primer rayo de la aleta dorsal hasta la línea lateral. El besugo plateado tiene menos de 10 filas de escamas, mientras que el besugo común tiene 11 o más. En la etapa adulta, el tinte rojizo de la aleta pectoral del besugo es diagnóstico. Al igual que otros ciprínidos, el besugo se puede hibridar fácilmente con otras especies e híbridos con el rutilo (Rutilus rutilus) puede ser muy difícil de distinguir del besugo de pura raza.

### Hábitat

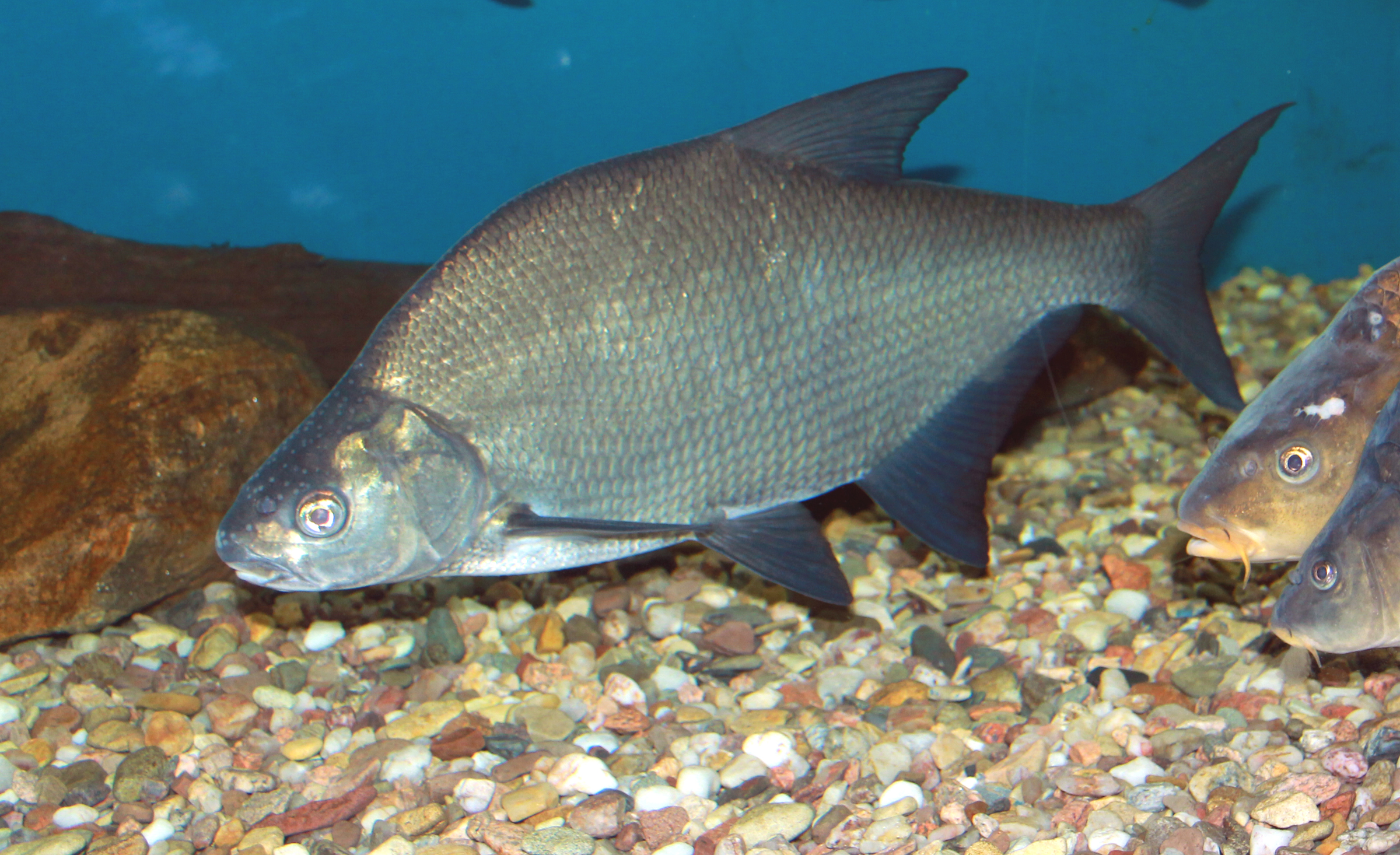
Un besugo común en una exposición de peces en Praga.

El besugo generalmente vive en ríos (especialmente en los tramos más bajos) y en lagos y estanques ricos en nutrientes con fondos fangosos y muchas algas. También se puede encontrar en aguas salobre.

### Hábitos de alimentación
El besugo vive en escuelas cerca del fondo. Por la noche, la dorada común puede alimentarse cerca de la orilla y en aguas claras con fondos arenosos se pueden ver hoyos de alimentación durante el día. La boca protráctil del pez lo ayuda a buscar larvas de quironómidos, gusanos Tubifex, bivalvos y gasterópodos. La dorada también come plantas acuáticas y plancton.
En aguas muy turbias, el besugo común puede ocurrir en grandes cantidades, lo que puede resultar en una escasez de presas que viven en el fondo, como los quironómidos. Luego, las doradas se ven obligadas a vivir mediante la alimentación por filtración con sus branquiespinas, siendo las pulgas de agua Daphnia la principal presa. A medida que el pez crece, los rastrillos branquiales se separan demasiado para atrapar presas pequeñas y el besugo no crece más de 40 cm. Si un besugo está desnutrido, puede desarrollar lo que se llama "dorso de cuchillo", un borde afilado a lo largo del dorso.

## Reproducción
En mayo y junio, en agua a 17 °C, cada hembra pone entre 50.000 y 60.000 huevos. El desarrollo embrionario está parcialmente controlado por la temperatura del agua, al igual que el de la dorada joven. Sucede que el besugo se hibrida con el rutilo (Rutilus rutilus) o la brema blanca (Blicca bjoerkna). La hibridación de rutilo y brema blanca da como resultado un pez con un número diferente de rayos en la aleta anal:
- brema blanca: 23 a 29;
- rutilo: 8 a 12;
- híbrido: 14 a 1917[7]

Los híbridos no son fértiles.

### Desove

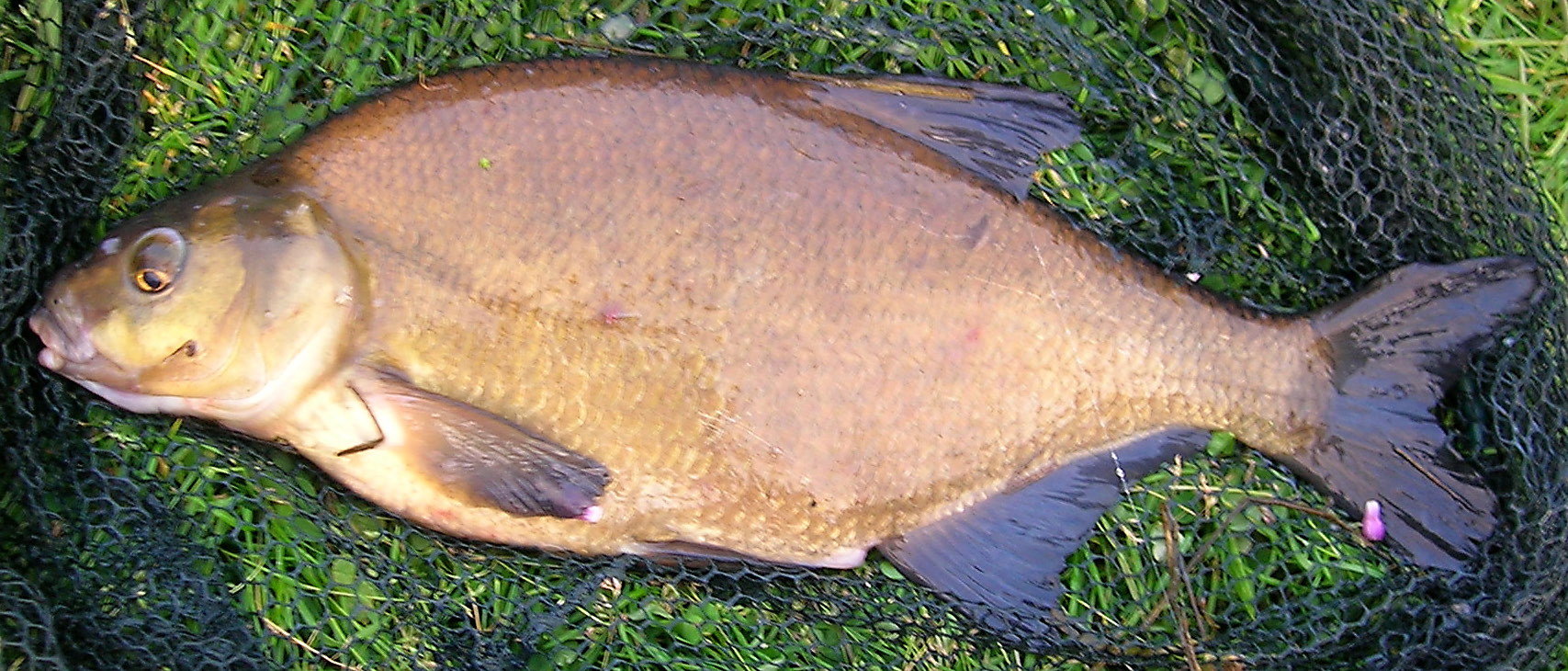
Un besugo maduro de color bronce de los Países Bajos.

El besugo se reproduce de abril a junio, cuando la temperatura del agua ronda los 17 °C. En este momento, los machos forman territorios dentro de los cuales las hembras ponen de 100.000 a 300.000 huevos en las plantas acuáticas. Los alevinos eclosionan después de tres a 12 días y se adhieren a las plantas acuáticas con glándulas adhesivas especiales, hasta que se agota la yema.
Debido a su forma esbelta, los peces jóvenes a menudo no se reconocen como besugo, pero pueden identificarse por sus cuerpos planos y su color plateado. En esta etapa, los peces todavía son pelágicos, pero después de unos meses, adquieren su forma corporal típica y se convierten en habitantes del fondo. A los tres o cuatro años, los peces alcanzan la madurez sexual.

## Alimentos, crecimiento, salud
Este benthívoro se alimenta principalmente filtrando eficientemente los sedimentos que suspende; gracias a la estructura de su filtro branquial. Este filtro está provisto de "crestas transversales" formadas por un puente carnoso colocado entre la parte central del arco branquial y las partes óseas de sus branquiespinas y ubicado en la superficie superior de los arcos branquiales. Estas crestas forman una red de canales capaces de retener partículas de alimentos. En el borde lateral del arco branquial, los músculos están unidos a las branquias, lo que permite el movimiento del elemento raspador óseo lateral. En presencia de partículas muy finas (diámetro menor que el del canal), el movimiento de estos branquiestras parece poder ajustar el filtro reduciendo el diámetro del canal opuesto, permitiendo que el besugo ajuste este filtro al tamaño del plancton presente.
Parece relativamente oportunista, se alimenta de pequeños moluscos, larvas de insectos, gusanos y restos de plantas y zooplancton (Cladocera y Copepoda) desde la primavera hasta el otoño, es un pez cavador. Su boca protráctil permite que los alevines y el besugo, en comparación con la "cucaracha", capturen mejor presas como los copépodos (más difíciles de atrapar que las dafnias). En su entorno natural, la dorada y la "cucaracha" compiten por las dafnias y los copépodos. El tubo de besugo contiene más que copépodos, pero con variaciones relacionadas con el momento y el lugar de búsqueda de alimento.
Se ha demostrado en el lago Tjeukemeer (en Frisia, Países Bajos) que la "compartimentación de los recursos alimenticios" entre el besugo (Abramis brama) y la anguila europea (Anguilla anguilla) está fuertemente relacionada con variaciones en la abundancia de dafnias (Daphnia hyalina) y larvas de quironómidos, su principal presa. El nicho ecológico de estos dos peces varía según el número de peces planctonívoros jóvenes, en particular el olfato (Osmerus eperlanus); si este último es abundante, las poblaciones de dafnias están compuestas por individuos de menor tamaño y el besugo, que era planctonívoro, se adapta volviéndose benthívoro, pero con deterioro de la salud (gónadas poco desarrolladas). Mientras que en las mismas circunstancias, la anguila se adapta reemplazando su dieta de pupas de quironómidos y moluscos por una dieta compuesta completamente de pescado (los investigadores notaron que la salud de las anguilas menores de 35 cm se deterioraba cuando la población de quironómidos disminuye (en número y en biomasa). Por el contrario, cuando el reclutamiento de peces planctívoros es bajo, la dafnia D. hyalina son más grandes y la dieta y la salud de la dorada y la anguila han cambiado nuevamente. En este caso (lago Tjeukemeer), el régimen hidrológico modifica de forma periódica y fuerte el tamaño de la población de peces jóvenes planctívoros (especialmente por la inmigración de larvas de olfato alóctonas) aunque la biomasa de las poblaciones de dorada y anguila es relativamente estable.
Como todos los peces que se alimentan de limo o sedimentos, incluso en lugares considerados relativamente poco contaminados, puede contaminarse por la ingestión de diversos contaminantes (contaminantes orgánicos persistentes, metales pesados, metaloides, etc.), que puede bioacumularse en determinados órganos. Un estudio realizado en la cuenca occidental del lago Balaton (Hungría) entre octubre de 1999 y mayo de 2000 encontró concentraciones medias de metales pesados para diferentes órganos que variaban en los siguientes rangos: de 0,42 a 2,10 para el cadmio ; 1,77 a 56,2 para cobre; de 0,01 a 0,19 para el mercurio; 0,44 a 3,24 para el plomo; 10,9 para zinc (peso seco).
El Cd, Cu, Pb y Zn estaban más concentrados en el hígado o las branquias, mientras que el mercurio (Hg) se concentraba principalmente en el músculo. En el hígado, el cadmio, el cobre y el mercurio mostraron asociaciones positivas relacionadas con la edad y el tamaño de los peces; lo mismo se aplica a la carga de mercurio, que aumenta con el tamaño y la edad en los tres órganos estudiados. En los músculos y las branquias, los niveles de plomo y zinc aumentan de manera similar a los niveles medidos en el hígado, pero las asociaciones con la edad y la altura fueron negativas. Existen variaciones estacionales en la carga de metales pesados, atribuibles a cambios en la dieta más que a variaciones en la contaminación de su medio ambiente.
El besugo crece más lentamente cuando aumenta su contenido de metales pesados.
Se encuentra besugo con altos contenidos en metales pesados en aguas que contiene muy pocos metales pesados, lo que sugiere que su carga de estos oligoelementos metálicos refleja la de su alimento y los sedimentos mucho más que la del agua ambiental.

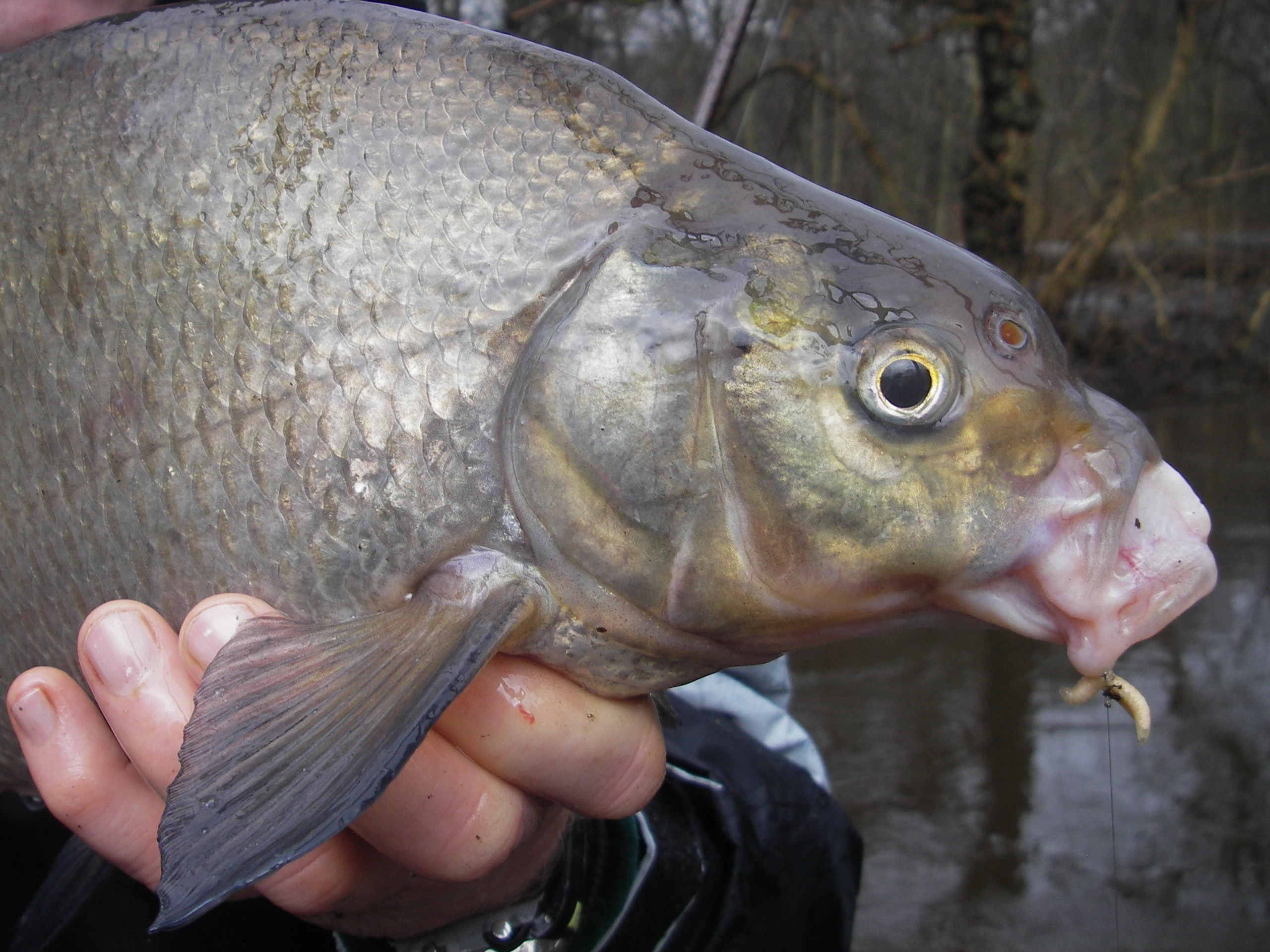
Detalle de la boca de un besugo Abramis brama.

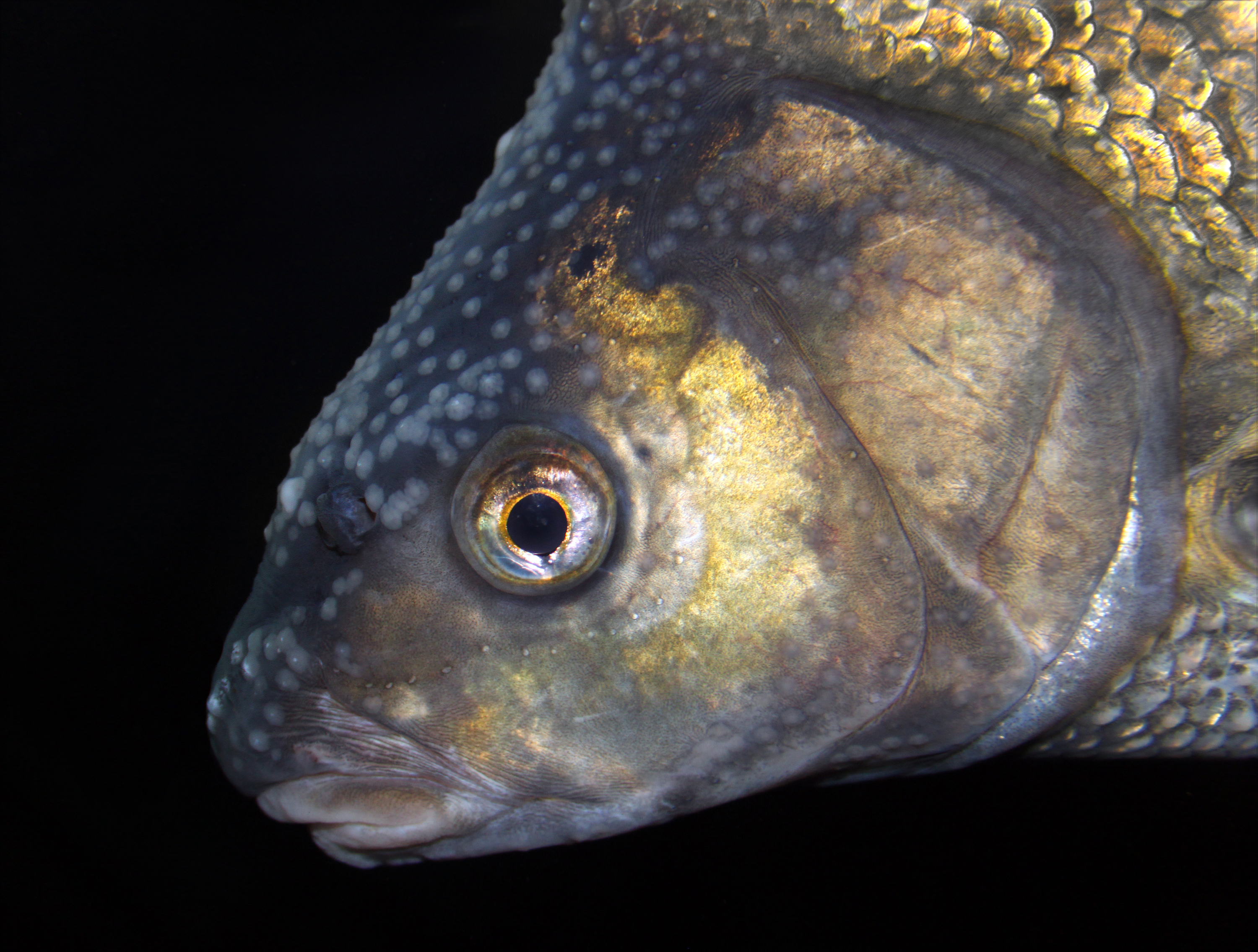
Besugo con típica erupción de desove granular.

## Parásitos
La piel o las branquias de este animal pueden ser colonizadas por algunos parásitos como Caryophyllaeus, Ergasilus o Dactylogyrus.

## Estado de las poblaciones, presiones, amenazas
Es una especie que puede ser víctima de numerosos contaminantes acumulados por el sedimento o bioconcentrados por sus presas, incluidos pesticidas neurotóxicos (organofosforados por ejemplo) o disruptores endocrinos.

## Interés pesquero

### Interés para la pesca profesional y de subsistencia
Pescado de importancia económica como fuente de alimento en muchos países europeos (Austria, Polonia, países del Este, etc.).

### Interés para la pesca recreativa
Su interés radica en que es un pez fácil de pescar y de buen tamaño.

## Interés culinario
De sabor suave, su carne contiene muchos huesos. Ausente en la cocina contemporánea, el besugo, como la mayoría de los pescados, se consumía en la Edad Media. Los “Maestros que enseñan a combinar todas las formas de carne”, un conjunto de recetas escritas por un autor anónimo a principios del siglo XIV en París, proponen un condimento con verjus, un jugo ácido extraído de uvas verdes que se utiliza para desglasar la salsas.

## Referencias

Dibujo de un Abramis brama según Brauer, A. (1909) Die Süsswasserfauna Deutschlands. Eine Exkursionsfauna. Heft 1, Gustav Fischer Verlag, Jena, S. 206 [https://archive.org/details/diessswasserfa01brau https://archive.org

## Lecturas adicionales

ilustración de un Abramis brama en la colección de la Universidad de Ámsterdam, 1774-1804